# Canadees-Amerikaanse grens

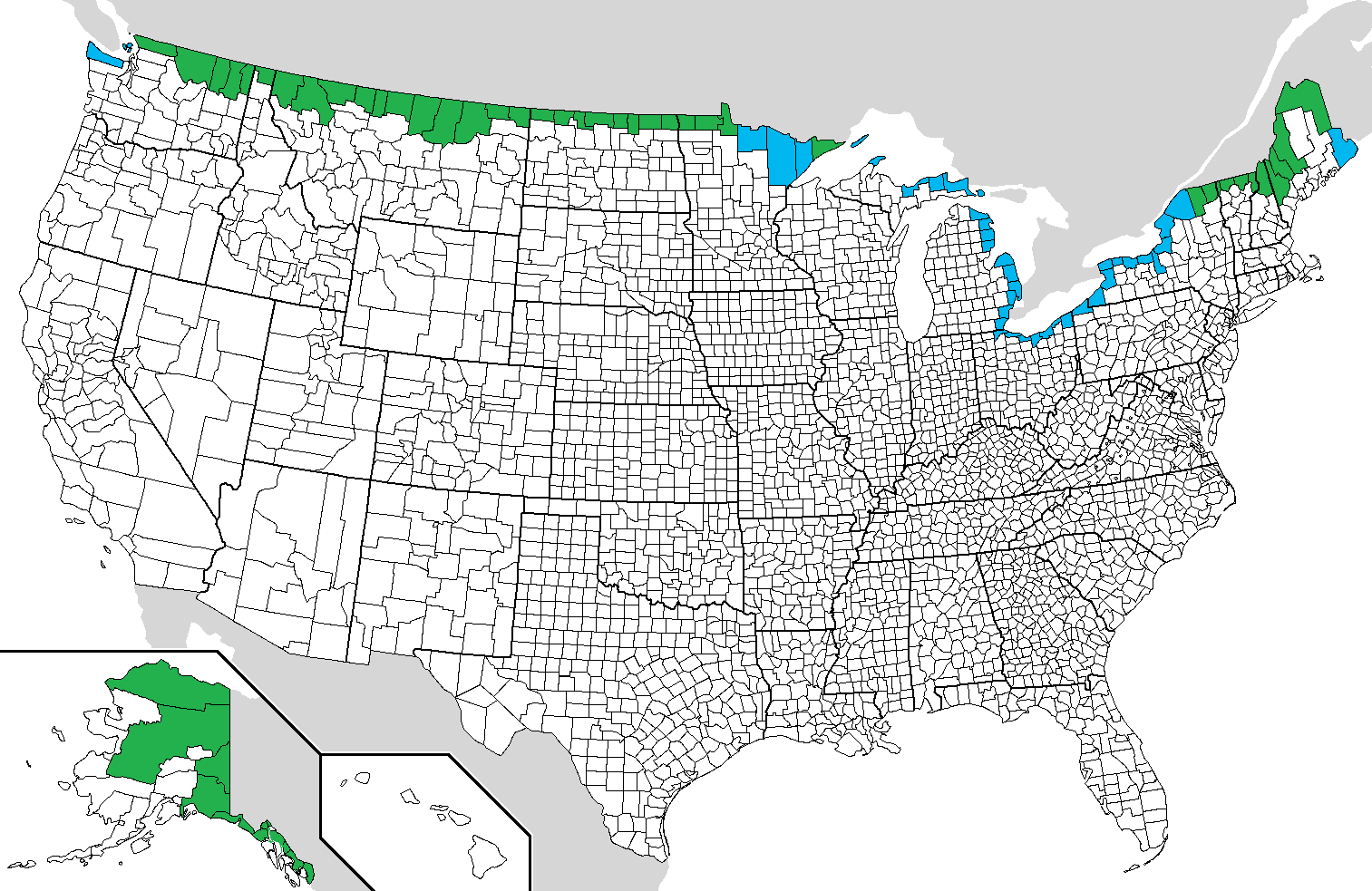
De Amerikaanse county's die grenzen aan Canada: groene county's hebben een landgrens, blauwe county's een watergrens. Inzet: de grens bij Alaska

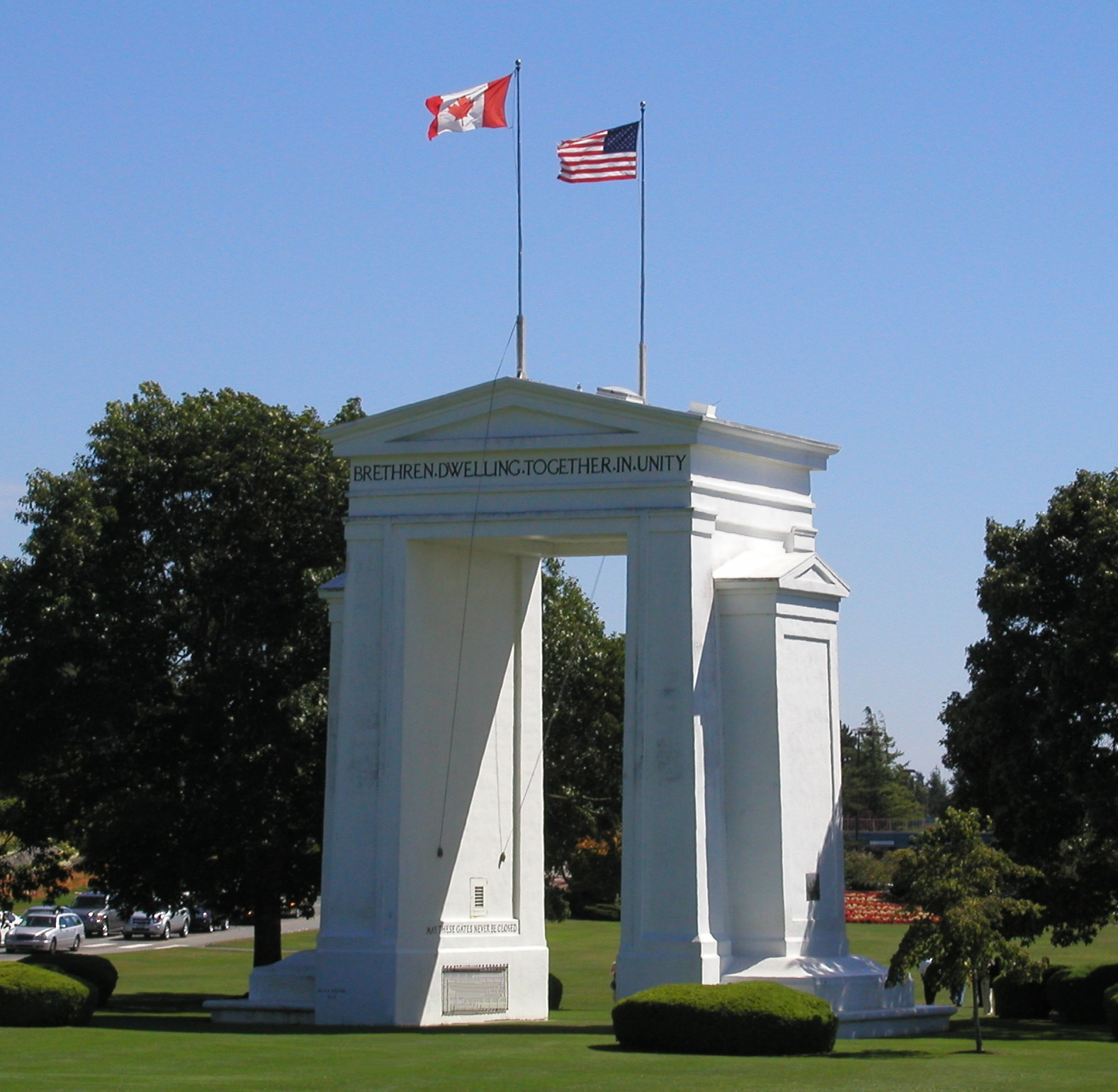
De Peace Arch op de grens tussen Surrey, Brits-Columbia en Blaine, Washington

De Canadees-Amerikaanse grens scheidt Canada en de Verenigde Staten. Met 8.891 kilometer (inclusief de grenzen in de Grote Meren, de Atlantische en Stille Oceaan) is het de langste landsgrens ter wereld tussen twee landen.
De landsgrens bestaat uit twee delen: de grens van Canada met de aaneengesloten staten in het zuiden en met de Amerikaanse staat Alaska in het westen. De grens creëert verder een aantal exclaves.
De binationale International Boundary Commission is verantwoordelijk voor het onderzoeken en in kaart brengen van de grens over land, terwijl de Internationaal Joint Commission verantwoordelijk is voor zaken rond de grenswateren. Voor de grenscontrole zijn de Canada Border Services Agency (CBSA) en de United States Customs and Border Protection (CBP) verantwoordelijk.

## Geschiedenis

### 18e eeuw
De Vrede van Parijs in 1783 maakte een einde aan de Amerikaanse Onafhankelijkheidsoorlog tussen het Koninkrijk Groot-Brittannië en de Verenigde Staten van Amerika. Daarbij erkende het koninkrijk de onafhankelijkheid van de Verenigde Staten, die door de dertien voormalige koloniën in Noord-Amerika was uitgeroepen op 4 juli 1776. Op dat moment werden de Verenigde Staten erkend en kon de grens worden bepaald tussen het toenmalige Brits Noord-Amerika en de Verenigde Staten. De grens werd vastgesteld op 45 graden noorderbreedte tussen de provincie Quebec en de Verenigde Staten. In het tweede artikel van het Vredesverdrag waren de partijen het eens geworden over alle grenzen van de Verenigde Staten, inclusief, maar niet beperkt tot, de grens naar het noorden langs het toenmalige Brits Noord-Amerika.
Ook werd overeenstemming bereikt over de grens aan de oostkust, waar deze ten noorden van de 45e breedtegraad ligt. De grens loopt daar vanaf de noordwestelijke hoek van Nova Scotia naar het noorden, tot aan de bovenloop van de rivier de Connecticut. Vanaf het noordwestelijkste punt van die rivier loopt de grens door het midden van de rivier naar de 45e breedtegraad. Al in de jaren 1760 was de 45e breedtegraad vastgesteld als de grens tussen de provincies Quebec en New York, inclusief wat later de staat Vermont zou worden. Het gebied werd onderzocht en in kaart gebracht door John Collins en Thomas Valentine van 1771 tot 1773.
Verder naar het westen werden de St. Lawrence-rivier en de Grote Meren de grens tussen de Verenigde Staten en wat nu Ontario is. Ten noordwesten van Lake Superior liep de grens langs rivieren naar de Lake of the Woods. Vanaf het meest noordwestelijke punt van de Lake of the Woods werd overeengekomen dat de grens pal naar het westen zou gaan tot aan de Mississippi. In werkelijkheid bereikt die lijn de hoofdtak van de rivier niet, omdat de bron hiervan zuidelijker ligt.

#### Verdrag  van Jay (1794)
Tijdens het sluiten van het Verdrag van Jay werd bepaald dat er een internationale grenscommissie (International Boundary Commission) zou moeten worden opgericht voor het onderzoeken en in kaart brengen van de grens. John Jay kwam samen met de Britse onderhandelaar Willam Grenville overeen dat de Britten de grensforten in het Noordwestterritorium zouden verlaten, waaraan ze bij het Verdrag van Parijs nog hadden vastgehouden. Het verdrag voorzag ook in de terugtrekking van het Britse leger en bestuur uit Detroit.

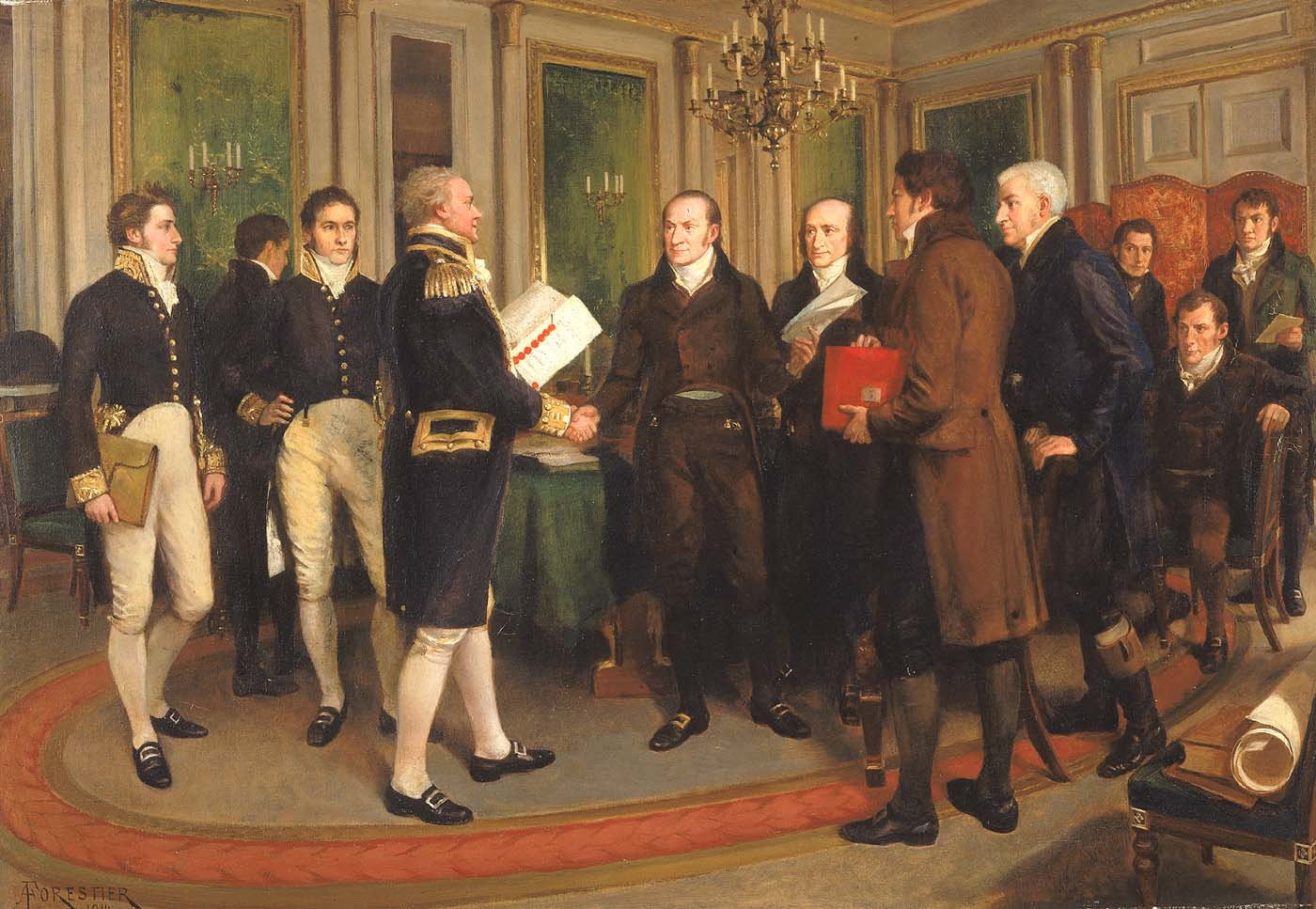
Ondertekening van het Verdrag van Gent in 1814 dat een einde maakte aan de Oorlog van 1812 en de grens terugbracht naar zijn vooroorlogse staat. Latere verdragen demilitariseerden de grens en losten de meeste grensgeschillen op

### 19e eeuw
Het verdrag van Jay werd vervangen door het Verdrag van Gent uit december 1814, dat van kracht werd in 1815. Dat verdrag beëindigde de Oorlog van 1812 en herstelde de vooroorlogse grenzen van Brits Noord-Amerika en de Verenigde Staten.
In de daaropvolgende decennia sloten de Verenigde Staten en het Verenigd Koninkrijk verschillende verdragen die leidden tot demilitarisering van de grens en het oplossen van de meeste grensgeschillen. Het Rush-Bagotverdrag van 16 april 1818 voorzag in het grotendeels demilitariseren van de grens in de Grote Meren en het Champlainmeer. Dit verdrag is genoemd naar de Amerikaanse waarnemend minister van Buitenlandse Zaken Richard Rush en de Britse gezant Charles Bagot. Het legde ook voorlopige principes vast voor het trekken van een grens tussen Brits Noord-Amerika en de Verenigde Staten.

#### Bijeenkomst in Londen
Het Verdrag van 1818 voorzag in de uitbreiding van zowel Brits Noord-Amerika als de VS, waar de grens zich westwaarts uitstrekte langs de 49e breedtegraad, van de noordwestelijke hoek bij Lake of the Woods tot aan de Rocky Mountains. Door dit verdrag verloor het Verenigd Koninkrijk voor het laatst definitief een groot gebied in de aaneengesloten staten. Tegelijkertijd stonden de Verenigde Staten hier voor het eerst blijvend een groot gebied af, namelijk het meest noordelijke punt van het Louisianaterritorium ten noorden van de 49e breedtegraad. Dit staat bekend als Milk River en ligt in het hedendaagse zuiden van de Canadese provincie Alberta.
Tot aan de Red River-vallei in Rupertland werd de 49e breedtegraad als grens aangenomen. Claims aan weerszijden werden geschrapt: de Britse aanspraken ten zuiden van die lijn en de Amerikaanse ten noorden ervan werden nietig verklaard. Bovendien zagen de Britten in Rupertland af van alle aanspraken op gebieden ten oosten van de Continental Divide, de bergachtige waterscheiding in het westen van Amerika.
Behalve in het Louisianaterritorium kwam het verlies van de VS neer op drie kleine gebieden, bestaande uit het noordelijke deel van de afwatering van de Milk River (tegenwoordig in het zuiden van Alberta en het zuidwesten van Saskatchewan), de Poplar River en Big Muddy Creek. Langs de 49e breedtegraad verloopt de grens theoretisch volgens vaste kompaskoers, maar in de praktijk volgt deze de grensmarkeringen die in 19e eeuw uitgemeten zijn en wijkt hij soms enkele honderden meters af, plaatselijk tot bijna een kilometer. 

Grens volgens het Webster–Ashburtonverdrag (1842)

#### Webster–Ashburtonverdrag

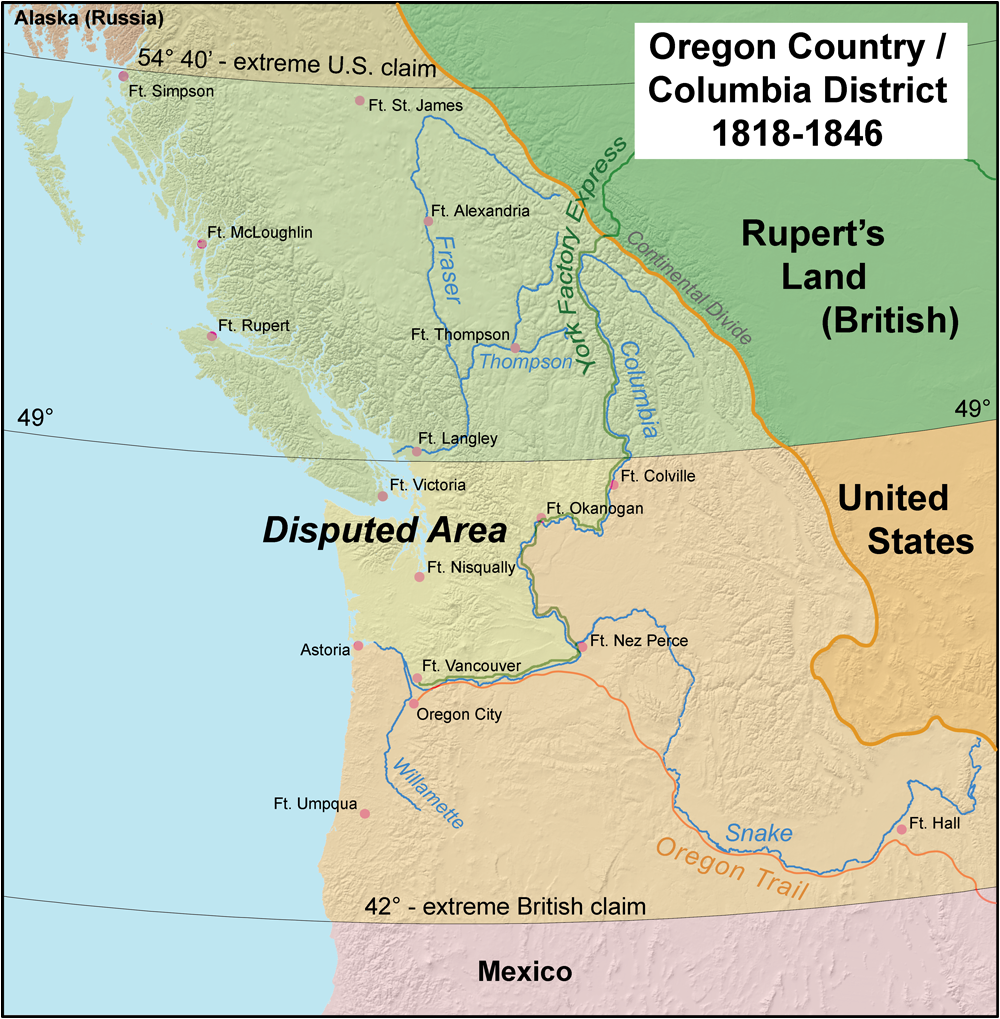

Geschillen over de interpretatie van de grensverdragen en fouten bij de landmeting vereisten aanvullende onderhandelingen. Een betwiste grens bestond tussen New Brunswick in Brits Noord-Amerika en Maine in de VS. Dit was een van de geschillen die beslecht werden in het Webster–Ashburtonverdrag (1842). De groenblauwe lijn op de kaart markeert de definitieve grens. Het verdrag beëindigde de Aroostookoorlog, een geweldloos geschil over de grens tussen Maine en de Provincie Canada. Ook herdefinieerde het verdrag de grens tussen de Britse Provincie Canada aan de ene kant en de staten New Hampshire, Vermont en New York aan de andere kant. Verder werd met dit verdrag het Indian Stream-geschil opgelost, evenals het Fort Blunder-dilemma.
Dit dilemma was het gevolg van een landmeetfout. Het deel van de 45e breedtegraad dat Quebec scheidt van de Amerikaanse staten Vermont en New York was voor het eerst opgemeten van 1771 tot 1773, nadat het was uitgeroepen tot de grens tussen New York (met inbegrip van wat later Vermont werd) en Quebec. Na de oorlog van 1812 werd de grens opnieuw in kaart gebracht. De federale regering van de VS begon met de bouw van versterkingen, net ten zuiden van de grens bij Rouses Point, New York, aan het Champlainmeer. Toen een groot deel van de bouw voltooid was, bleek uit metingen dat de werkelijke 45e breedtegraad op dat punt 1,2 km zuidelijker lag dan de opgemeten lijn. Het fort, dat bekend werd als "Fort Blunder", bevond zich in Canada, wat de VS voor een dilemma stelde. Dat werd pas opgelost toen een bepaling in het verdrag de grens op de kronkelende lijn liet zoals die was opgemeten. Ook de grens langs de Boundary Waters in het huidige Ontario en Minnesota tussen Lake Superior en de Northwest Angle werd opnieuw vastgesteld.

#### Verdrag van Oregon (1846)(Oregon Treaty)
Een grensconflict in 1844, dat was ontstaan tijdens het presidentschap van James K. Polk, leidde tot een oproep om de noordelijke grens van de VS ten westen van de Rocky Mountains op 54°40'N te leggen ten opzichte van de zuidelijke grens van het Russische Alaskaterritorium. Groot-Brittannië wilde echter een grens die de Columbia-rivier naar de Stille Oceaan volgde. Over deze kwestie werd onderhandeld door de Amerikaanse minister van Buitenlandse Zaken, James Buchanan, die later president werd, en Richard Pakenham, een Britse diplomatieke vertegenwoordiger in de Verenigde Staten. Dit leidde tot het Verdrag van Oregon, dat bepaalde dat de grens tussen de Verenigde Staten en Brits Noord-Amerika volgens de 49ste breedtegraad moest lopen. Vancouvereiland was een uitzondering op die regel, in die zin dat het volledig Brits werd. Samen met omringende eilandjes werd Vancouvereiland in 1848 officieel omgedoopt tot de Kolonie van Vancouvereiland. Het Amerikaanse deel van het gebied kreeg de naam Oregonterritorium, waarvan in 1853 het Washingtonterritorium afgesplitst werd. Het Britse deel bleef onbestuurd tot 1858, toen de Kolonie van Brits-Columbia werd gesticht, naar aanleiding van de Fraser Canyon Goudkoorts en uit vrees voor hernieuwd Amerikaans expansionisme. De twee Britse kolonies werden in 1866 samengevoegd onder de naam Verenigde Kolonies van Vancouvereiland en Brits-Columbia. Het Verdrag van Oregon werd ondertekend op 15 juni 1846.

#### Grensonderzoek midden 19e eeuw
De Northwest Boundary Survey (1857-1861) legde het noordwestelijk deel van de landsgrens vast. De zeegrens werd echter lange tijd niet vastgesteld. Na de Varkensoorlog in 1859 werd door arbitrage in 1872 de grens tussen de Golfeilanden en de San Juan-eilanden vastgesteld.
De International Boundary Survey (of, de "Northern Boundary Survey" in de VS) begon in 1872. De opdracht was om de grens vast te stellen zoals overeengekomen in het Verdrag van 1818. Archibald Campbell leidde het onderzoek voor de Verenigde Staten, terwijl Donald Cameron, gesteund door chef-astronoom Samuel Anderson, het Britse team leidde. Dit onderzoek richtte zich op de grens van het Lake of the Woods tot de top van de Rocky Mountains.

### 20e eeuw

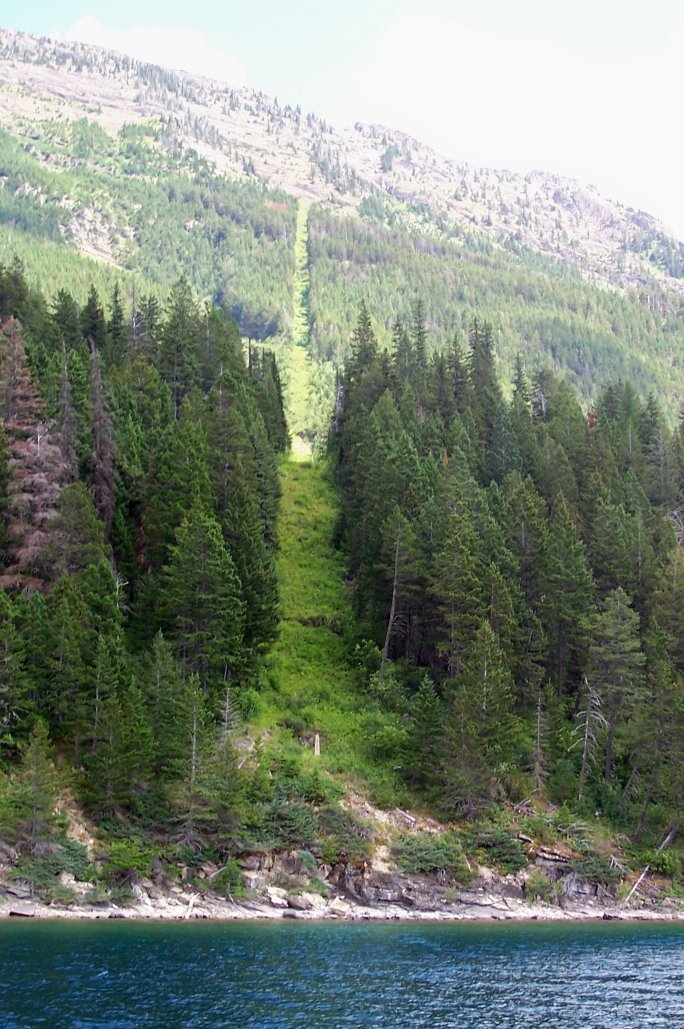
De Alberta-Montanagrens vanaf Waterton Lake. De grens is zichtbaar gemaakt door bomen en andere hoge vegetatie te verwijderen

In 1903 stelde een gezamenlijk tribunaal van het Verenigd Koninkrijk, Canada en de Verenigde Staten na een geschil de grens van zuidoost Alaska vast.
Op 11 april 1908 kwamen het Verenigd Koninkrijk en de Verenigde Staten krachtens artikel IV van het Verdrag van 1908 "betreffende de grens tussen de Verenigde Staten en Canada van de Atlantische Oceaan tot de Stille Oceaan" overeen om de grens tussen Canada en de VS op te meten en af te bakenen door de Saint Lawrence rivier en de Grote Meren, volgens de moderne landmeetkundige technieken, en bracht zo verschillende wijzigingen in de grens tot stand. In 1925 werd de tijdelijke opdracht van de International Boundary Commission een permanente opdracht voor het handhaven van en opmeten en in kaart brengen van de grens. Ook het onderhouden van grensmonumenten en boeien en het vrijhouden van de grens van kreupelhout en begroeiing is hun takenpakket. Dit "grensonderhoud" strekt zich uit aan weerszijden van de grens.
In 1909 werd krachtens het Grenswaterverdrag, "de International Joint Commission" opgericht voor Canada en de VS, om projecten te onderzoeken en goed te keuren die van invloed zijn op de wateren en waterwegen langs de grens.

### 21e eeuw
Als gevolg van de aanslagen op 11 september 2001 werd de grens tussen Canada en de VS zonder enige waarschuwing gesloten en mochten geen goederen of personen de grens passeren. Naar aanleiding van de geïmproviseerde grenssluiting werden gezamenlijk procedures ontwikkeld, om ervoor te zorgen dat het commerciële verkeer de grens kon passeren, ook al was de grensovergang voor personen beperkt. Deze procedures werden later gebruikt voor een grenssluiting als gevolg van de COVID-19 pandemie in 2020.

#### 2020–2021: Sluiting van de grens
Als reactie op de coronacrisis in Noord-Amerika kwamen de regeringen van Canada en de Verenigde Staten overeen om op 21 maart 2020 de grens te sluiten voor "niet-essentiële" reizen, gedurende een eerste periode van 30 dagen. De sluiting is sindsdien verschillende keren verlengd; deze liep af op 21 juli 2021. In juni 2021 kondigde de Canadese regering echter aan om met ingang van 5 juli 2021 een aantal inreisvereisten te versoepelen voor volledig gevaccineerde Canadese onderdanen, permanente inwoners en buitenlandse onderdanen. Half juli kondigde de Canadese regering aan dat volledig gevaccineerde Amerikaanse burgers en permanente inwoners Canada vanaf 9 augustus kunnen bezoeken. Vanaf 7 september 2021 kunnen volledig gevaccineerde internationale bezoekers Canada weer binnenkomen, vanaf 8 november geldt datzelfde betreffende de Verenigde Staten. De sluiting voor 2020–21 was naar verluidt de eerste algemene, langdurige sluiting van de grens sinds de Oorlog van 1812. Essentiële reizen, zoals gedefinieerd door de Canadese en Amerikaanse regelgeving, omvatten reizen voor werk of onderwijsdoeleinden. "Niet-essentiële" reizen naar Canada omvatten reizen "voor een optioneel of discretionair doel, zoals toerisme, recreatie of amusement." Het Amerikaanse ministerie van Binnenlandse Veiligheid heeft niet-essentiële reizen gedefinieerd als "toeristische doeleinden, bijvoorbeeld bezienswaardigheden bekijken, recreatie, gokken of het bijwonen van culturele evenementen)" en heeft een uitgebreide, niet-uitputtende definitie gegeven welk soorten reizen als essentieel zijn te kwalificeren.
Belangengroepen uit het bedrijfsleven, die wezen op de aanzienlijke economische gevolgen van sluiting aan beide zijden van de grens, riepen op tot meer genuanceerde beperkingen in plaats van het algemene verbod op niet-essentiële reizen. De 'Northern Border Caucus', een groep in het Amerikaans Congres, die bestaat uit leden uit grensgemeenschappen, heeft vergelijkbare voorstellen gedaan aan de regeringen van de beide landen. Naast de sluiting zelf opperde de Amerikaanse president Donald Trump aanvankelijk ook het idee om Amerikaanse militairen in te zetten bij de grens met Canada in verband met de pandemie. Hij liet het idee later varen, na luid verzet van Canadese functionarissen.

#### Blokkade door truckers februari 2022
Vanaf 7 februari 2022 werd tijdens grote truckdemonstraties (het "vrijheidskonvooi" tegen de coronamaatregelen) de Ambassador Bridge bijna een week geblokkeerd. Op 12 februari werd daarbij de noodtoestand in de provincie Ontario afgekondigd teneinde de brug vrij te kunnen maken en weer open te stellen voor het grensverkeer. Dit gebeurde een dag later. De protestacties gingen over de verplichting dat Canadese truckers die de grens met de VS over willen tegen COVID-19 gevaccineerd moesten zijn. Het werd uiteindelijk een protestactie tegen vrijwel alle coronamaatregelen.

## Veiligheid en bewaking
De grens wordt gewoonlijk de "langste onverdedigde grens ter wereld" genoemd, hoewel dit alleen waar is in militaire zin, aangezien er civiele rechtshandhaving aanwezig is. Het is illegaal om de grens over te steken buiten de grenscontroles om, aangezien elk grensoverschrijdend verkeer onder douanewetten en toezicht van de immigratiedienst valt. Het relatief lage niveau van veiligheidsmaatregelen staat in contrast met dat van de grens tussen Mexico en de Verenigde Staten, waar actief wordt gepatrouilleerd door personeel van de Amerikaanse Customs and Border Protection (CBP) om illegale migratie en drugshandel te voorkomen.
Delen van de landsgrens lopen door bergachtig terrein of zwaar beboste gebieden, maar ook aanzienlijk door afgelegen prairie-landbouwgebieden, de Grote Meren en de Saint Lawrence rivier, naast de maritieme componenten van de grens bij de Atlantische, Pacifische en Arctische oceanen. De grens loopt ook door het midden van het gebied van de Akwesasne, een inheemse bevolkingsgroep, en scheidt zelfs sommige gebouwen die te vinden zijn in gemeenschappen in New England in de VS en in de Canadese provincie Quebec.
De Customs and Border Protection (CBP) identificeert de belangrijkste problemen langs de grens als binnenlands en internationaal terrorisme, drugssmokkel en smokkel van producten (zoals tabak) om douanerechten te ontduiken en illegale immigratie. In een rapport van juni 2019 van het Amerikaanse Government Accountability Office wordt gewezen op specifieke tekorten aan personeel en middelen waarmee het CBP aan de noordgrens wordt geconfronteerd, die een negatieve invloed hebben op de handhavingsacties. De Border Patrol "identificeerde een onvoldoende aantal agenten die patrouillemissies langs de noordgrens konden beperken", terwijl CBP Air and Marine Operations "een onvoldoende aantal agenten langs de noordelijke grens had vastgesteld, waardoor het aantal en de frequentie van lucht- en zeemissies beperkt waren."
Er zijn acht sectoren van de Amerikaanse grenscontroles, gebaseerd op de grens tussen Canada en de VS, die elk een aangewezen "verantwoordelijkheidsgebied" bestrijken. Deze sectoren zijn, van west naar oost, gevestigd in Blaine in de staat Washington; Spokane, ook in Washington; Havre, in de staat Montana; Grand Forks, in de staat North Dakota; Detroit, in de staat Michigan; Buffalo, in de staat New York; Swanton, in de staat Vermont en Houlton, in de staat Maine.
In 2001, na de aanslagen van 11 september in de Verenigde Staten, werd de beveiliging langs de grens door de twee landen drastisch aangescherpt, zowel in dichtbevolkte als landelijke gebieden. Beide landen zijn ook actief betrokken bij een gedetailleerde en uitgebreide uitwisseling van tactische en strategische inlichtingen.
In december 2010 onderhandelden Canada en de Verenigde Staten over een overeenkomst met de titel "Over de Grens: een gedeelde visie op perimeterbeveiliging en concurrentievermogens", waardoor de VS meer invloed zou krijgen op de Canadese grensbeveiliging en immigratiecontroles, en meer informatie door Canada met de VS zou worden gedeeld.

### Veiligheidsmaatregelen

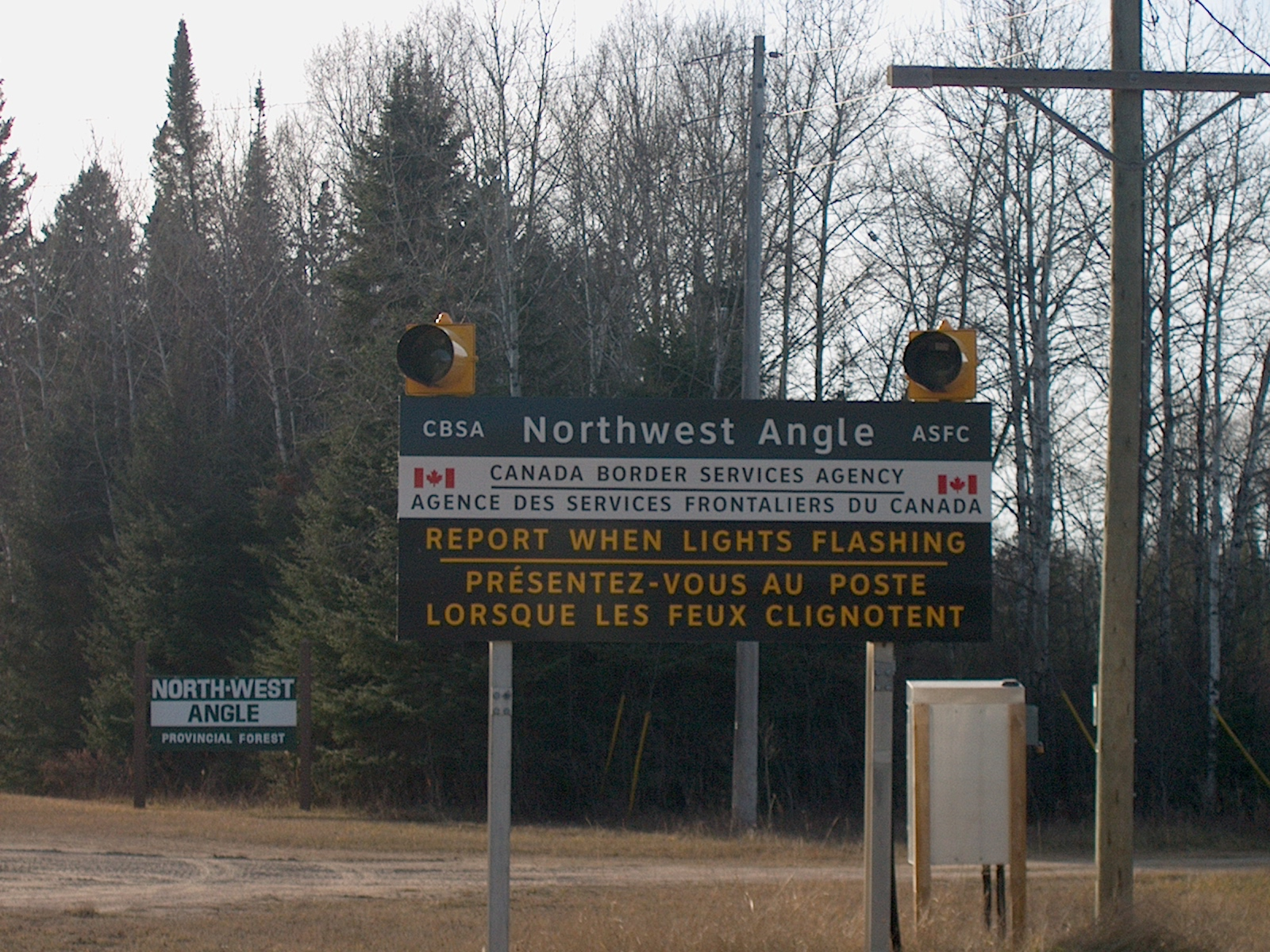
Canadese grensovergang bord met lichten om overstekers te waarschuwen om zich op afstand bij de douane te melden. Douane op afstand bestaat in gebieden waar geen bemande grensovergangen beschikbaar zijn

Bewoners van beide landen die eigendom hebben aan de grens mogen binnen de grensdoorlaatpost niet bouwen zonder toestemming van de International Boundary Commission. Zij zijn verplicht dergelijke bouwwerken aan de autoriteiten te melden.
Alle personen die de grens overgaan zijn verplicht zich te melden bij de douane van het land dat zij zijn binnengegaan. Waar nodig worden hekken of voertuigblokkades gebruikt. Vooral in afgelegen gebieden, waar bemande grensovergangen niet beschikbaar zijn, zijn er verborgen sensors op wegen, paden, spoorwegen en in beboste gebieden die zich in de buurt van grensovergangen bevinden. Er is geen grenszone. De Amerikaanse Customs and Border Protection doet wel routinematig controles.
In augustus 2020 bouwden de Verenigde Staten korte kabelversperringen langs de grens tussen Abbotsford, British Columbia (Canada) en Whatcom County, in de staat Washington (VS).
Om de grens te kunnen passeren en de VS in te reizen is een van de volgende identificatiebewijzen vereist:

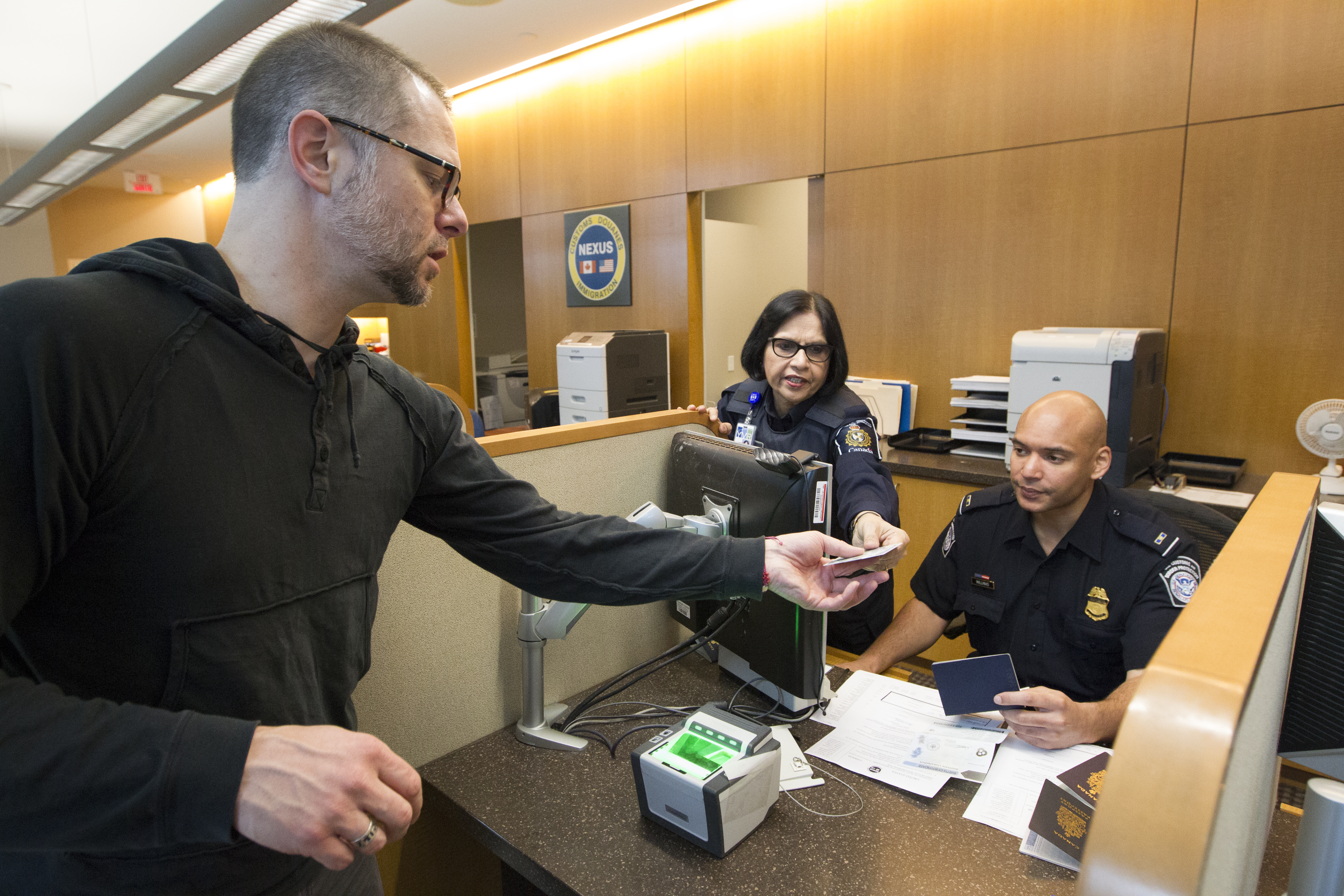
Een man toon een rijbewijs om zich te legitimeren.

- een kaart van het Trusted Traveler Program (d.w.z. NEXUS, FAST, of SENTRI);
- een geldig Merchant Mariner Credential, te gebruiken bij reizen in verband met officiële maritieme zaken;
- een geldige 'US-military identification card', alleen te gebruiken bij het reizen met een militaire missie.

Deze vereisten gelden vanaf januari 2007 voor reizigers via de lucht, vanaf januari 2008 voor diegenen die de VS binnenkomen via land of zee. De handhaving ervan is pas begonnen in juni 2009. Reizigers die Canada binnen willen komen, moeten ook een identiteitsbewijs (en indien nodig een geldig visum) bij zich hebben. Dit kan zijn: een geldig paspoort, een Canadees noodreisdocument, een rijbewijs dat is afgegeven door een Canadese provincie of territorium, of een identificatie/fotokaart die is afgegeven door een Canadese provincie of territorium. Ook andere documenten kunnen door Canadezen worden gebruikt om hun staatsburgerschap aan te tonen, maar het gebruik van dergelijke documenten moet worden ondersteund door een foto-identificatie.
Amerikaanse en Canadese burgers die lid zijn van een Trusted Traveler Program, zoals FAST of NEXUS, kunnen hun FAST- of NEXUS-kaart tonen als alternatieve vorm van identificatie bij het overschrijden van de grens over land of zee, of bij aankomst per vliegtuig vanuit Canada of de Verenigde Staten. Hoewel permanente ingezetenen van Canada en de Verenigde Staten in aanmerking komen voor FAST of NEXUS, moeten zij bij aankomst aan de Canadese grens reizen met een paspoort en een bewijs van permanent verblijf. Amerikaanse permanente ingezetenen die NEXUS-lid zijn, hebben bij het passeren van de Canadese grens ook Electronic Travel Authorization nodig.

### Smokkel

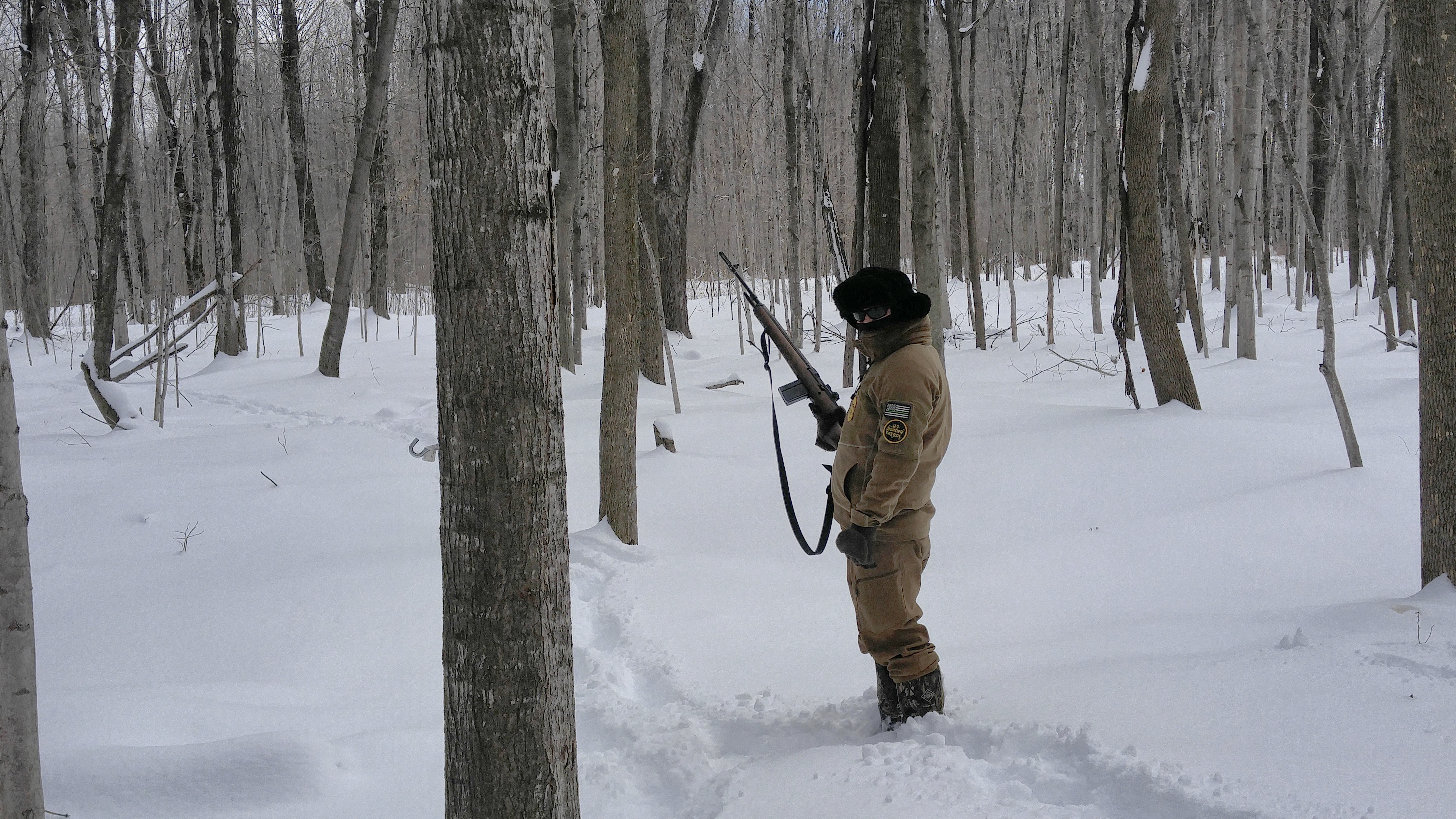
Een agent van de United States Border Patrol volgt iemand in barre winterse omstandigheden aan de noordgrens.

Smokkel van alcoholische dranken (rum running) was wijdverbreid tijdens de jaren 1920, toen het verbod nationaal van kracht was, zowel in de Verenigde Staten als in delen van Canada.
In recentere jaren hebben Canadese ambtenaren de aandacht gevestigd op de smokkel van verdovende middelen, sigaretten en vuurwapens vanuit de Verenigde Staten, terwijl Amerikaanse ambtenaren klachten hebben ingediend over drugssmokkel via Canada. In juli 2005 arresteerden ordehandhavers drie mannen die een tunnel hadden gebouwd onder de grens tussen Brits-Columbia en Washington, bedoeld voor de smokkel van marihuana; het was de eerste dergelijke tunnel die aan deze grens bekend is. Van 2007 tot 2010 werden 147 mensen gearresteerd voor het smokkelen van marihuana op het terrein van een bed-and-breakfast in Blaine in de staat Washington, maar agenten schatten dat ze slechts ongeveer 5% van de smokkelaars hebben gepakt.
De stad Cornwall in de provincie Ontario (Canada) heeft door zijn ligging te maken met smokkel, vooral van tabak en vuurwapens uit de Verenigde Staten. Het naburige Mohawk grondgebied van Akwesasne (Canada) strekt zich uit over de grenzen van Ontario-Quebec in de staat New York (VS), waar de First Nations soevereiniteit voorkómt dat de autoriteiten rechtshandhaving kunnen gaan kunnen uitoefenen over smokkelwaar die binnen het grondgebied plaatsvinden.
Het Mohawk-volk van Akwesasne heeft aanhoudend geprotesteerd tegen deze grens. In 2014 maakten de Akwesasne bezwaar tegen een proces dat hun overtocht omslachtiger maakte. Ze waren van mening dat het in strijd was met hun verdragsrechten van vrije doorgang. Wanneer ze vanuit de VS naar Cornwall Island reizen, moeten ze eerst een tweede brug oversteken naar Canada, voor inspectie bij het nieuwe Canadese grensstation. Tussen intergouvernementele instanties werden besprekingen gevoerd over de haalbaarheid van het verplaatsen van de Canadese grensinspectiefaciliteiten aan de Amerikaanse kant van de grens.

### Grensovergangscrisis van 2017
In augustus 2017 zag de grens tussen de provincie Quebec in Canada en de Amerikaanse staat New York een toestroom van ongeveer 500 illegale oversteken per dag, door personen die asiel zochten in Canada.  Als gevolg daarvan verhoogde Canada de grensbeveiliging en het immigratiepersoneel in het gebied, waarbij het herhaalde dat het illegaal oversteken van de grens geen gevolgen had voor iemands asielstatus.
Vanaf begin januari 2017 tot eind maart 2018 heeft de Royal Canadian Mounted Police 25.645 mensen onderschept die de grens naar Canada illegaal overstaken. Public Safety Canada schat dat er in april 2018 nog eens 2.500 zijn overgekomen, tot een totaal van iets meer dan 28.000.

## Grenslengtes en regio's
De totale lengte van de landsgrens tussen Canada en de Verenigde Staten is 8.891 kilometer, inclusief watermassa's. De grens tussen Alaska en Canada is 2.475 kilometer lang.  Acht van de dertien provincies en territoria van Canada en dertien van de vijftig Amerikaanse staten liggen aan deze landsgrens.

| Rang | Staat         | Lengte van de grens met Canada |   | Rang           | Provincie/territorium | Lengte van de grens met de VS |
| ---- | ------------- | ------------------------------ | - | -------------- | --------------------- | ----------------------------- |
| 1    | Alaska        | 2.475 km                       |   | 1              | Ontario               | 2.727 km                      |
| 2    | Michigan      | 1.160 km                       | 2 | Brits-Columbia | 2.168 km              |                               |
| 3    | Maine         | 983 km                         | 3 | Yukon          | 1.244 km              |                               |
| 4    | Minnesota     | 880 km                         | 4 | Quebec         | 813 km                |                               |
| 5    | Montana       | 877 km                         | 5 | Saskatchewan   | 632 km                |                               |
| 6    | New York      | 716 km                         | 6 | New Brunswick  | 513 km                |                               |
| 7    | Washington    | 687 km                         | 7 | Manitoba       | 497 km                |                               |
| 8    | Noord-Dakota  | 499 km                         | 8 | Alberta        | 298 km                |                               |
| 9    | Ohio          | 235 km                         |   |                |                       |                               |
| 10   | Vermont       | 145 km                         |   |                |                       |                               |
| 11   | New Hampshire | 93 km                          |   |                |                       |                               |
| 12   | Idaho         | 72 km                          |   |                |                       |                               |
| 13   | Pennsylvania  | 68 km                          |   |                |                       |                               |

### Yukon

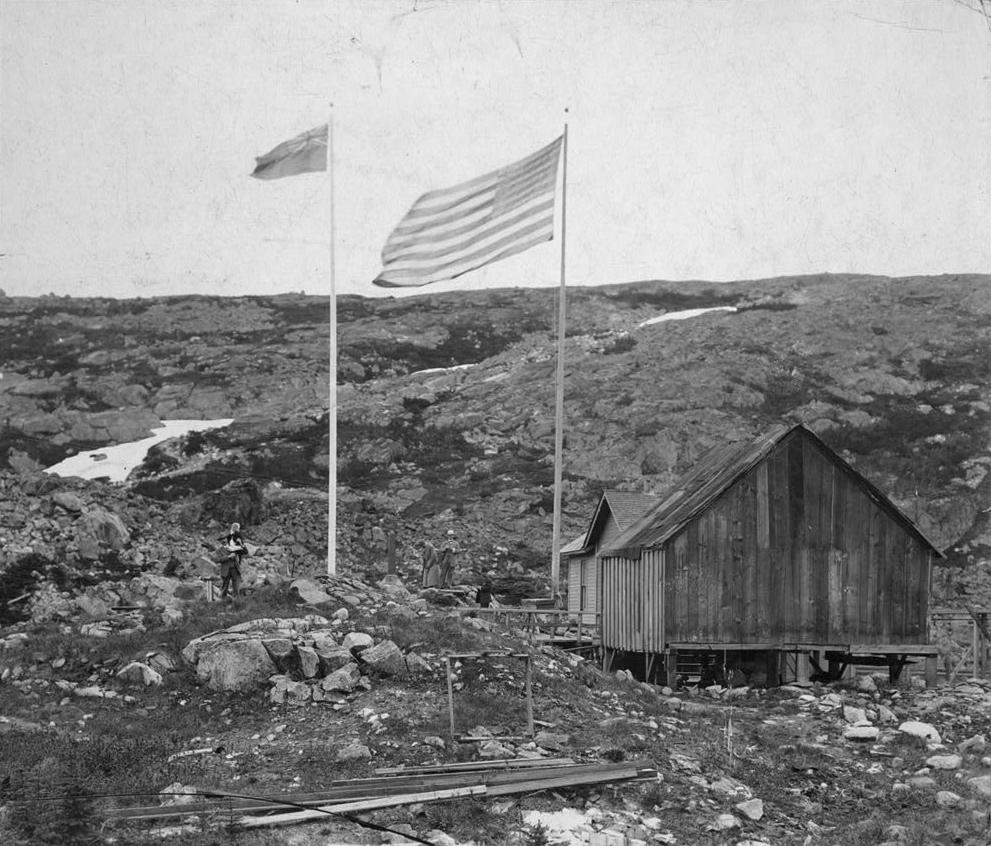
de grens tussen Yukon en Alaska (circa 1900-1923)

Het Canadese territorium Yukon deelt zijn gehele grens met de Amerikaanse staat Alaska. Het begint bij de Beaufortzee en gaat zuidwaarts langs de 141e meridiaan west. Op 60°18′ noorderbreedte verwijdert de grens zich van de 141e meridiaan west in zuidoostelijke richting en volgt daarbij het Sint-Eliasgebergte. Ten zuiden van de 60e breedtegraad loopt de grens door naar Brits-Columbia.

### Brits-Columbia

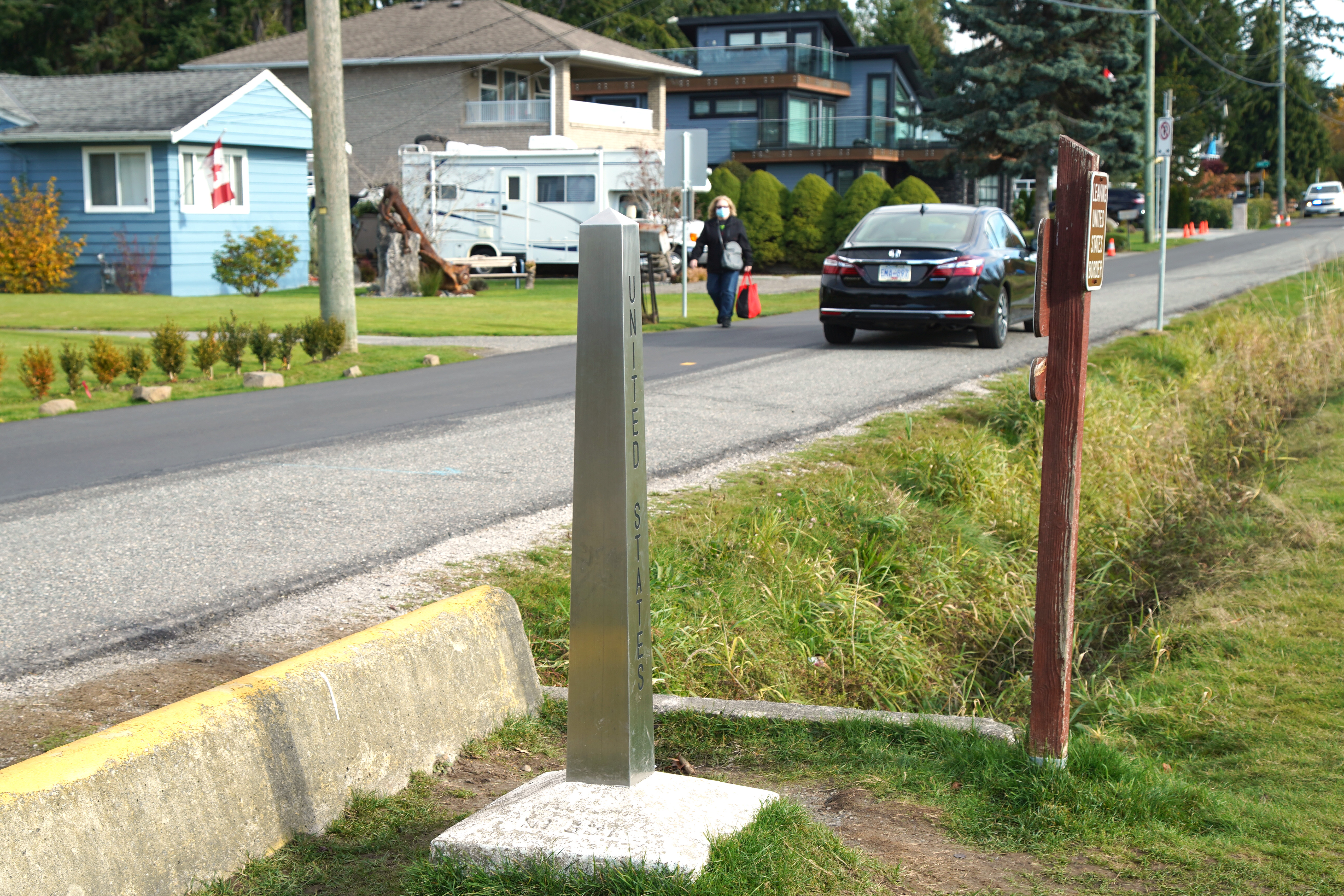
0 Avenue aan de Canadese kant en de grensmarkering

Brits-Columbia heeft twee landsgrenzen met de Verenigde Staten: met de staat Alaska langs het noordwesten, in het zuiden met Washington, Idaho en Montana in de aaneengesloten Verenigde Staten.
De grens met Alaska loopt, in het verlengde van die van Yukon, door de Saint Elias Mountains, gevolgd door Mount Fairweather, waar de grens noordwestwaarts loopt richting de Coast Mountains. Daar begint de grens aan een algemene zuidoostelijke richting langs de Coast Mountains. De grens bereikt uiteindelijk Portland Kanaal en volgt dit naar buiten tot aan Dixon Entrance, die de grens naar beneden en de Stille Oceaan in voert, en eindigt bij het bereiken van de internationale wateren.
De grens langs de aangrenzende VS begint ten zuidwesten van Vancouver Island en ten noordwesten van het Olympic Peninsula, bij het eindpunt van de internationale wateren in de Stille Oceaan. Hij volgt de Straat van Juan de Fuca in oostelijke richting en draait in noordoostelijke richting om de Haro Strait binnen te gaan. De grens volgt de zeestraat in noordelijke richting, maar draait scherp naar het oosten door de Boundary Pass, die de Canadese Gulf Islands scheidt van de Amerikaanse San Juan Islands. Bij het bereiken van de Straat van Georgia draait de grens pal naar het noorden. Vervolgens naar het noordwesten, waarbij de zeestraat wordt doorsneden tot de 49e breedtegraad. Na een scherpe bocht naar het oosten volgt de grens deze parallel over het schiereiland Tsawwassen, dat een buitenwijk is van de stad Delta, die Point Roberts Washington (VS) scheidt van Delta, Brits-Columbia (Canada), en loopt verder naar de Canadese provincie Alberta.

### Prairies
De gehele grens tussen Canada en de VS in de provincies Alberta en Saskatchewan ligt op de 49e breedtegraad. Beide provincies grenzen aan de staat Montana, terwijl, verder naar het oosten, Saskatchewan ook een grens deelt met North Dakota.
Samen met de Amerikaanse staten North Dakota en Minnesota (van west naar oost) ligt bijna de gehele grens tussen Canada en de VS in Manitoba op de 49e breedtegraad. Aan het oostelijke uiteinde van de provincie loopt de grens echter kortstondig het Lake of the Woods in, om dan naar het noorden af te buigen, waar ze verder landinwaarts loopt langs het westelijke uiteinde van Northwest Angle in de staat Minnesota, (VS) om Ontario (Canada) te bereiken.

## Ontario

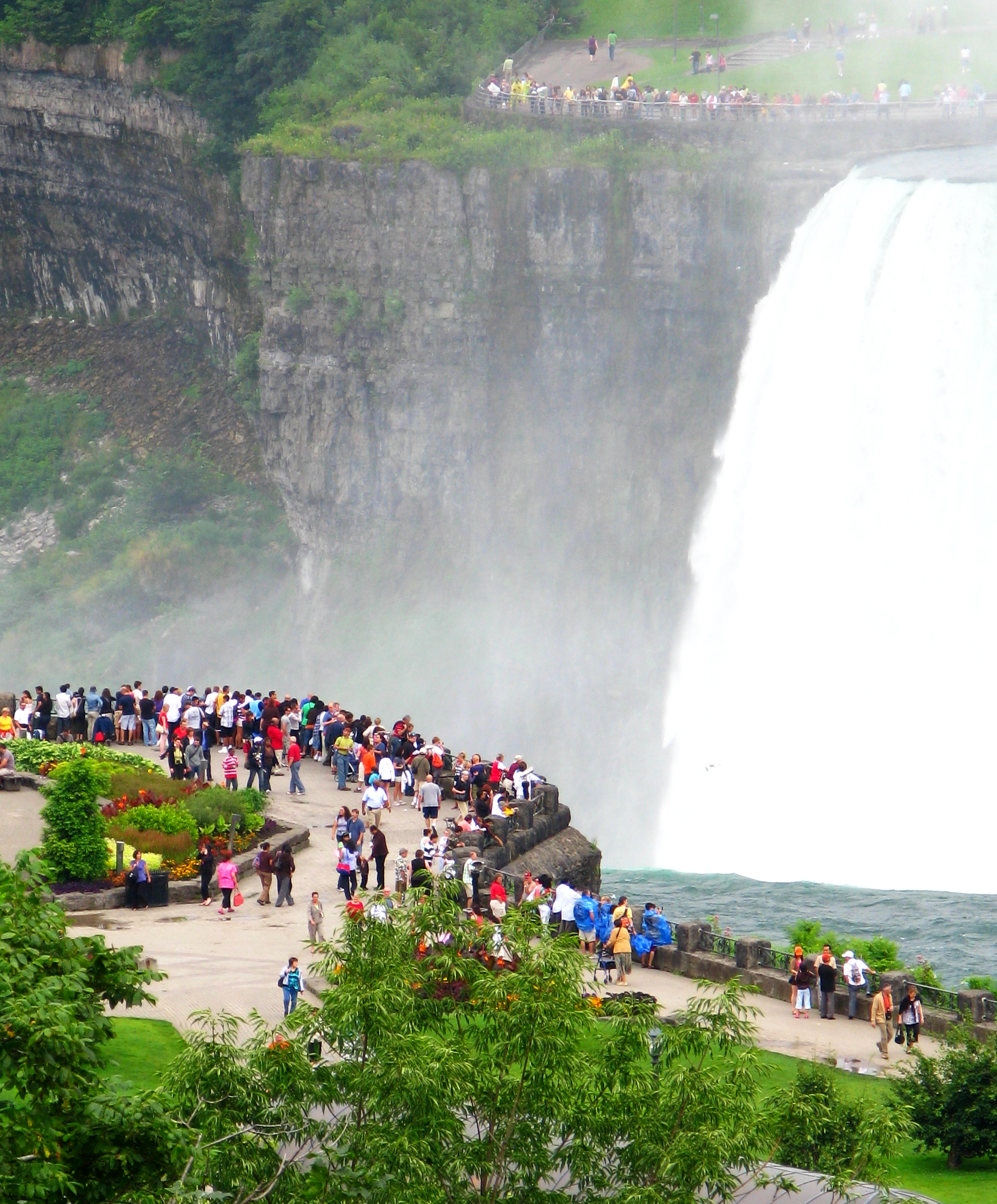
Toeristen in Niagara Falls, Ontario (onder) en Niagara Falls, New York

De provincie Ontario deelt haar grens (van west naar oost) met de Amerikaanse staten Minnesota, Michigan, Ohio, Pennsylvania en New York. Het is de grootste provinciale landsgrens; het grootste deel ervan is een watergrens die bij het noordwestelijkste punt van de noordwesthoek van Minnesota begint. Van hieruit stroomt ze oostwaarts door de Angle Inlet naar de Lake of the Woods, om dan naar het zuiden af te buigen, waar ze verder stroomt naar de Rainy River. De grens volgt de rivier naar Rainy Lake, vervolgens door diverse kleinere meren, waaronder Namakan Lake, Lac la Croix en Sea Gull Lake, tot aan de Pigeon River, die uitmondt in Lake Superior. De grens loopt verder door Lake Superior en Whitefish Bay, naar de St. Mary's River en vervolgens het North Channel. Daar draait de grens zuidwaarts in het False Detour Channel, vanwaar deze het Lake Huron bereikt. Door het meer loopt de grens zuidwaarts tot aan de St. Clair River, die naar het Lake St. Clair leidt, bij de plaats Clair. De grens loopt verder door het Lake St. Clair en bereikt de Detroit-rivier, die naar het Eriemeer leidt. Vanaf het Eriemeer loopt de grens door naar de Niagara-rivier, die naar het Ontariomeer gaat. Van hieruit loopt de grens in noordwestelijke richting, waar hij een scherpe bocht naar het noordoosten maakt. De grens bereikt dan de Sint-Laurens rivier en loopt daar doorheen tot uiteindelijk de grens zich van de rivier splitst en verder loopt naar Quebec.

### Quebec
De provincie Quebec grenst (van west naar oost) aan de Amerikaanse staten New York, Vermont, New Hampshire en Maine. Deze begint waar de grens tussen Ontario en New York eindigt in de Sint-Laurensrivier op de 45e breedtegraad. De grens loopt dan landinwaarts naar het oosten en blijft op of nabij de parallel. Vervolgens begint de grens verschillende natuurlijke kenmerken van het Appalachengebergte te volgen en blijft dit doen tot waar deze noordwaarts begint te lopen. Uiteindelijk gaat de grens in de richting van Beau Lake, waar hij doorheen loopt en verder gaat naar New Brunswick (Canada).

### New Brunswick
De volledige grens van New Brunswick wordt gedeeld met de Amerikaanse staat Maine. Deze begint bij de zuidelijke punt van Beau Lake, om vervolgens door te lopen tot de Saint John River. De grens loopt door de rivier, tot waar hij zich van de rivier splitst, en zuidwaarts gaat naar de Chiputneticook Lakes, die de grens vervolgens leiden naar de St. Croix River. De grens loopt verder door de St. Croix naar de Passamaquoddy Bay, vervolgens naar Grand Manan Island in het midden van de Bay of Fundy. Hier draait de grens naar het zuiden en eindigt bij het bereiken van de internationale wateren.

## Grensovergangen

### Luchthavens

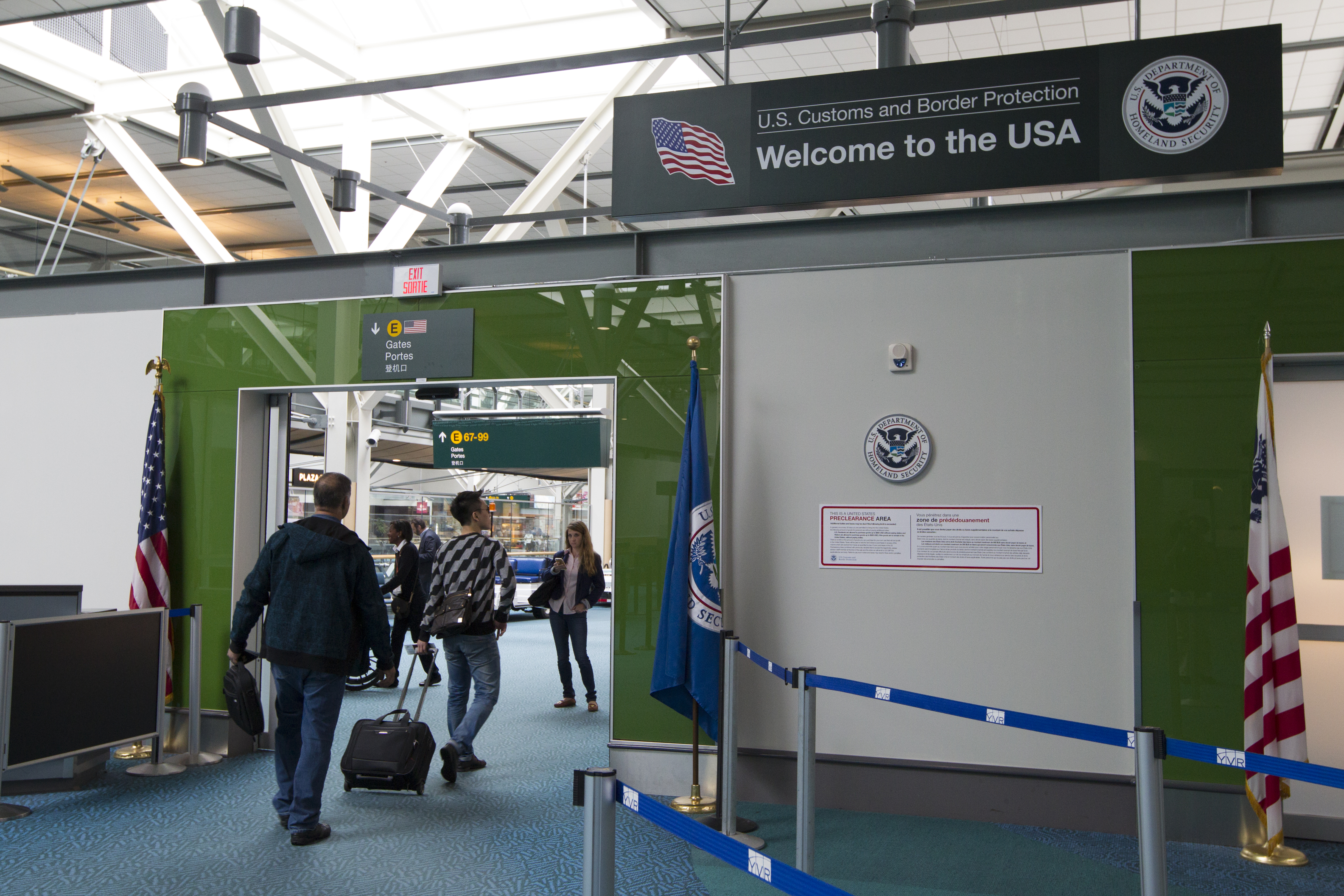
Ingang naar een Amerikaanse inklaringszone op Vancouver International Airport. Op verschillende Canadese luchthavens zijn inklaringsgebieden ingericht om het douaneproces te versnellen.

De VS heeft immigratiekantoren op acht Canadese luchthavens met internationale luchtdiensten naar de Verenigde Staten: Calgary; Edmonton; Halifax Stanfield; Montreal-Trudeau; Ottawa Macdonald-Cartier.
Een bijzonderheid aan de grens tussen Canada en de Verenigde Staten is de aanwezigheid van zes luchthavens en elf watervliegbasis waarvan de start- en landingsbanen de grenslijn overschrijden. Dergelijke luchthavens werden gebouwd vóórdat de VS deelnam aan de Tweede Wereldoorlog, als een manier om legaal in de VS gebouwde vliegtuigen, zoals de Lockheed Hudson, naar Canada over te brengen onder de bepalingen van de Lend-Lease Act. In het belang van de neutraliteit werd Amerikaanse militaire piloten verboden om gevechtsvliegtuigen aan Canada te leveren. Daarom werden de vliegtuigen naar de grens gevlogen, waar ze landden, vervolgens 's nachts door tractoren of paarden op hun wielen over de grens gesleept. De volgende dag werden de vliegtuigen bemand door RCAF piloten en naar andere locaties gevlogen, meestal vliegbases in Eastern Canada en Newfoundland, vanwaar ze naar het Verenigd Koninkrijk werden gevlogen en ingezet in de Battle of Britain. 

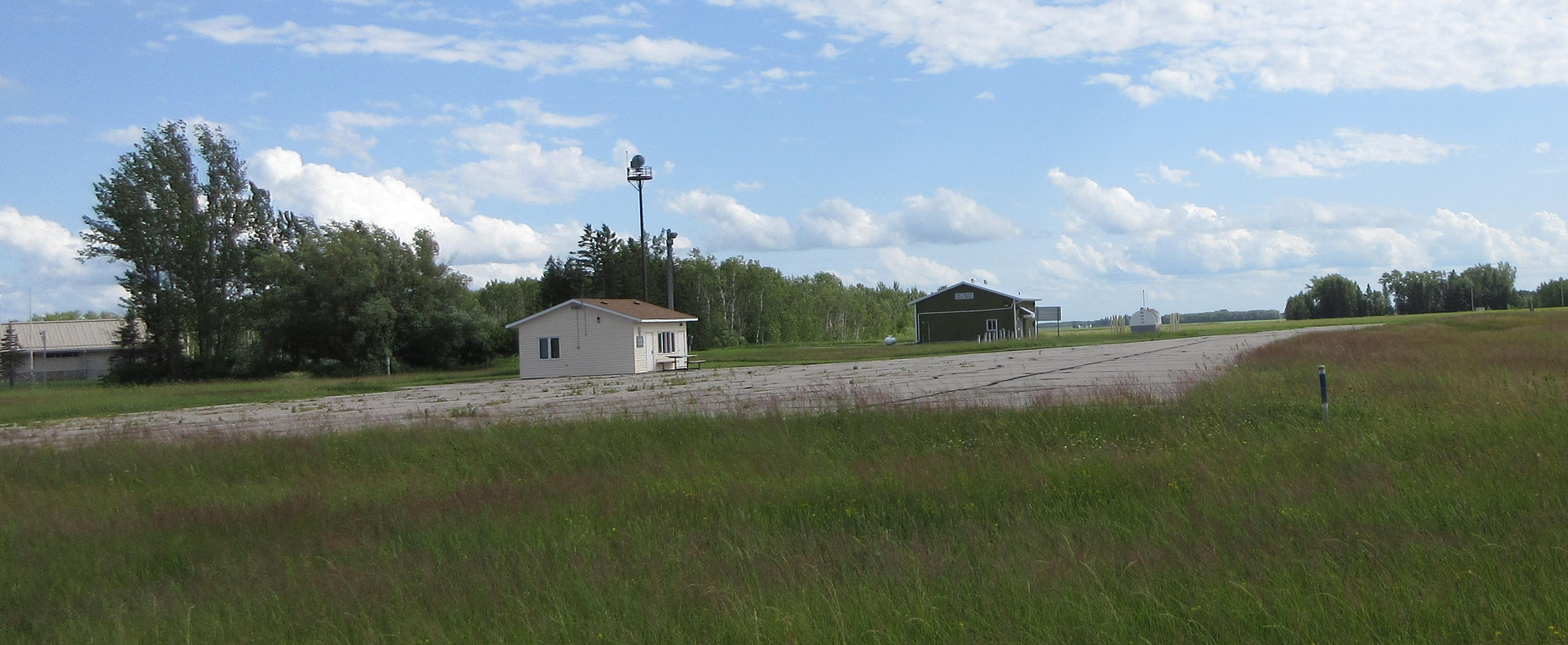
Ramp faciliteiten op Piney Pinecreek Border Airport. Het linker gebouw en de landingsbaan bevinden zich ten noorden van de grens in Canada; die aan de rechterkant bevinden zich in de Verenigde Staten

Piney Pinecreek Border Airport Piney, Manitoba en Pinecreek, Minnesota. De noordwest-zuidoost georiënteerde start- en landingsbaan ligt dwars over de grens. Er zijn twee landingsbanen: één in de VS en één in Canada. De luchthaven is eigendom van het Minnesota Department of Transportation.
De International Peace Garden Airport, Boissevain, Manitoba en Dunseith, North Dakota grenst aan de International Peace Garden. De start- en landingsbaan ligt geheel in Noord-Dakota, maar een platform steekt over de grens om vliegtuigen toegang te geven tot de Canadese douane. Hoewel geen gemeenschappelijk eigendom is, wordt de luchthaven geëxploiteerd als internationale faciliteit voor douane-afhandelingen als onderdeel van de Peace Garden.
Coronach/Scobey Border Station Airport (of East Poplar Airport) ligt in Coronach, Saskatchewan en Scobey, Montana. De luchthaven is gezamenlijk eigendom van de Canadese en de Amerikaanse overheid; de oost-westbaan ligt precies op de grenslijn.
Coutts/Ross International Airport ligt in Alberta en Montana. Evenals Coronach/Scobey ligt de oost-westbaan precies op de grens. De luchthaven is volledig eigendom van het Montana Department of Transportation (DOT) Aeronautics Division.
Del Bonita/Whetstone International Airport, gelegen in Del Bonita, Alberta en Del Bonita, Montana, heeft een oost-westbaan die precies op de grens ligt, vergelijkbaar met Coutts/Ross. De luchthaven is officieel eigendom van de staat Montana, beheerd door de DOT Aeronautics Division van de staat, en heeft daarom alleen een Amerikaanse identifier toegewezen gekregen. De faciliteit is zowel opgezet voor het algemene publiek (maximaal 15 passagiers per vliegtuig) als de Amerikaanse strijdkrachten.
Avey Field State Airport ligt in de staat Washington en Brits-Columbia. Het particuliere vliegveld ligt grotendeels in de VS, maar enkele honderden meters van de noord-zuidbaan reiken tot in Canada. Als zodanig zijn zowel de Canadese als de Amerikaanse douane beschikbaar. Het heeft een Amerikaanse identificatiecode, maar geen Canadese.
Ook hebben verschillende watervliegbasissen landingsbanen die de grens overschrijden.

### Landsgrens
De Ambassador Bridge is een hangbrug die Detroit in de staat Michigan verbindt met Windsor in de staat Ontario. De brug is de drukste grensovergang tussen de VS en Canada. In goederenhandel gaat dan ook meer dan een kwart daarvan tussen Canada en de VS over deze brug. Er zijn 119 legale grensovergangen tussen de Verenigde Staten en Canada, waarvan 26 via een brug of tunnel. Slechts 2 van de 119 oversteken zijn eenrichtingsverkeer: de Churubusco-Franklin Centre Border Crossing, waar reizigers alleen de Verenigde Staten mogen binnenkomen, en de Four Falls Border Crossing, waar reizigers alleen Canada mogen binnenkomen.
Op zes locaties zijn legale onbewaakte grensovergangen over de weg. Grensinspectiediensten ontbreken in één of beide richtingen. Degenen die oversteken moeten zich melden bij de daadwerkelijk bemande grenspost die verder landinwaarts is gestationeerd.

#### Wandelpaden
De Fourth Connecticut Lake Trail (New Hampshire - Quebec) gaat meerdere keren de grens over.

##### Spoorwegovergangen
Er zijn 39 spoorlijnen die de grens tussen de VS en Canada overgaan, waarvan er negen niet meer in gebruik zijn. Elf van deze spoorlijnen passeren de grens via een brug of een tunnel.
Slechts drie internationale spoorlijnen staan open voor reizigersvervoer tussen de VS en Canada. In het Pacific Central Station van Vancouver moeten de passagiers door de Amerikaanse douane (een röntgenapparaat scant hun bagage) voordat zij aan boord van de Amtraktrein in de richting van Seattle mogen gaan, waarbij er geen tussenstops worden gemaakt voordat de grens wordt gepasseerd. Voorafgaande douanefaciliteiten zijn niet beschikbaar voor de Adirondack (New York-Montreal) en de Maple Leaf (New York-Toronto). Deze lijnen hebben wel tussenstops voordat de grens wordt gepasseerd. Daarom moeten passagiers de douane passeren bij een treinstation aan de grens.

### Zeehavens
Er zijn 13 internationale veerdiensten die tussen de VS en Canada varen. Twee daarvan vervoeren alleen passagiers, één vervoert alleen treinwagons. Vier van de veerboten zijn slechts seizoensgebonden in bedrijf.
Met de inklaringsfaciliteiten op Canadese luchthavens bestaan regelingen in grote Canadese zeehavens die verzegelde, rechtstreekse importzendingen naar de VS afhandelen. Langs de oostkust zijn veerdiensten actief tussen de provincie New Brunswick en de staat Maine, aan de westkust actief tussen Brits-Columbia en de staten Washington en Alaska. Er zijn ook verschillende veerdiensten in de Grote Meren tussen de provincie Ontario en de staten Michigan, New York, en Ohio. De veerdienst tussen Maine en Nova Scotia beëindigde zijn activiteiten in 2009, maar de dienstregeling werd in 2014 weer hervat.
Op Heart Island in de Saint Lawrence River is een grenscontrolepunt zonder vaste locatie aan Canadese zijde. De Canadezen moeten zich daar eerst legitimeren om op het eiland te kunnen komen.

### Grensoverschrijdende gebouwen

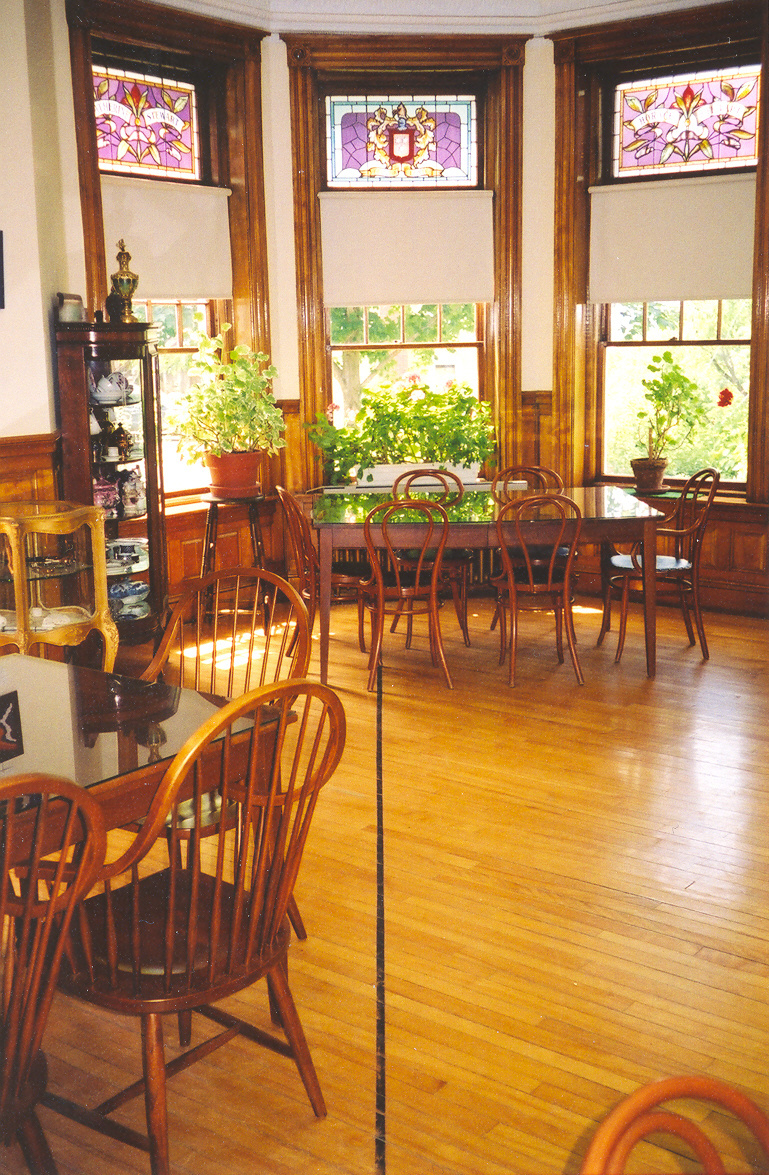
De Haskell Bibliotheek ligt op de grens, waarbij de grens wordt gemarkeerd door een zwarte lijn op de vloer van de leeszaal

Langs de grens tussen de VS en Canada liggen verschillende grensoverschrijdende gebouwen; gebouwen die zo gelegen zijn dat de landsgrens er dwars doorheen loopt. Enkele voorbeelden zijn: 
- De Haskell Bibliotheek en Opera House, aan weerskanten van de grens in Derby Line, in de staat Vermont (VS) en Stanstead, provincie Quebec (Canada);
- Diverse particuliere woningen op de grens van Estcourt Station, Maine (VS) en Pohénégamook, Provincie Quebec (Canada);
- Diverse particuliere woningen op de grens tussen Beebe Plain, provincie Quebec (Canada) en Beebe Plain in de staat Vermont (VS);
- Een vakantiewoning op de kruising van Matthias Lane in Alburgh in de staat Vermont (VS) en Chemin au Bord de l'Eau in Noyan, provincie Quebec (Canada);
- Een huis tussen Richford in de staat Vermont (VS) en Abercorn, provincie Quebec (Canada);
- De taverne The Halfway House (ook bekend als Taillon's International Hotel), gebouwd in 1820 voordat de grens werd opgemeten, op de grens van Dundee, provincie Quebec (Canada) en Fort Covington in de staat New York (VS);
- De Aroostook Valley Country Club op de grens tussen de staat Maine en New Brunswick (Canada).[29][30]

## Exclaves
Canada en de VS grenzen op een aantal punten via exclaves aan elkaar. Sommige zijn volledige exclaves, omsloten door gebied van het andere land, andere zijn niet volledig omsloten.

### Praktische exclaves van Canada

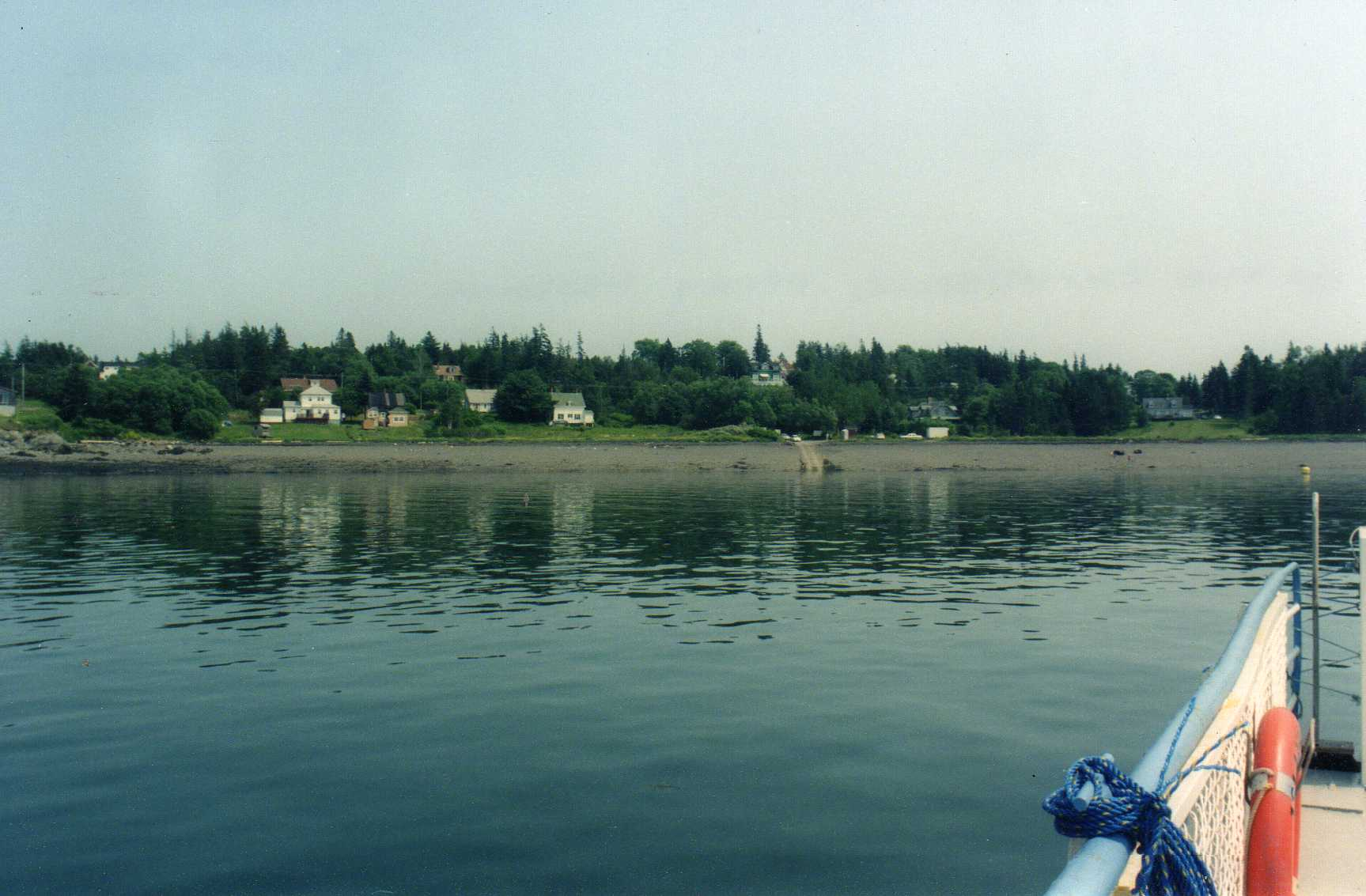
Campobello Island is een praktische exclave van Canada, met een landtoegang tot het vasteland die alleen tot Maine loopt

- Het westelijke deel van de provincie Quebec is het Akwesasnereservaat, een exclave van Canada.[a]
- Campobello Island is een andere exclave, gelegen aan de ingang van Passamaquoddy Bay.[b]
- Verder ook een verlaten goudmijn die alleen bereikbaar is via Hyder in Alaska.[c]

#### Exclaves van de Verenigde Staten

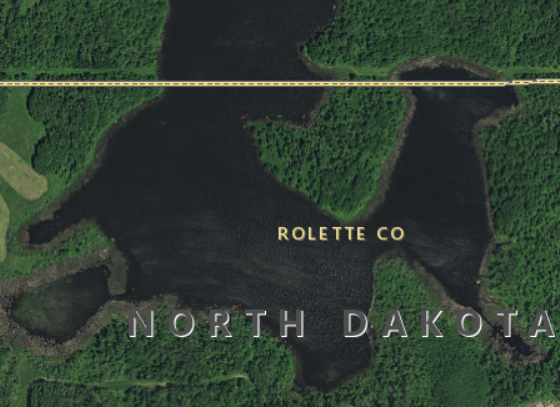
Het Amerikaanse deel van dit meren-schiereiland heeft een landsgrens met Canada, waardoor toegang over land alleen via Canada mogelijk is. Afbeelding van U.S. Geological Survey.

- Alaska is een grote exclave van de Verenigde Staten. Deze Amerikaanse staat wordt begrensd door de Beringzee, de Arctische en Stille Oceaan, Canada's Brits-Columbia en Yukon Territory.
- Minnesota Elm Point.[d]
- Vermont de Alburgh Tongue, evenals Province Point.
- Point Roberts, in de noordwestelijke staat Washington, wordt begrensd door Brits-Columbia, de Straat van Georgia en Boundary Bay.

### Bijzondere stukken grens
Tussen Quebec en Vermont ligt Province Island, een stuk land dat voornamelijk in Canada ligt, hoewel een klein deel van het eiland in de Amerikaanse staat Vermont ligt. Het ligt ten zuiden van de 45e breedtegraad met de grens-markeerlijn die de landsgrens markeert. Canusa Street is het enige deel van de grens tussen Canada en de Verenigde Staten dat in het midden van de weg een grenslijn heeft.
Tussen North Dakota en Manitoba loopt de grens van Rolette County (North Dakota) dwars door een schiereiland in een meer. Op dezelfde manier grenst het Metigoshe-meer aan de plaats Roland (die toebehoort tot de gemeente Winchester, Manitoba). De grens splitst verder ook een kustlijn, waardoor Canadese hutten aan de ene kant liggen en het strand en de bootdokken voor die hutten aan de Amerikaanse kant; de toegang over land is echter alleen via Canada mogelijk.

### Resterende grensgeschillen
- Machias Seal Island en North Rock (Maine / New Brunswick)
- Dixon Entrance (Alaska / Brits-Columbia)
- Beaufortzee (Alaska / Yukon)
- Straat van Juan de Fuca (Washington / Brits-Columbia)